# هادي البحرة
هادي البحرة ولد في دمشق عام 1959 وهو رئيس الائتلاف الوطني لقوى الثورة والمعارضة السورية منذ 8 تموز/يوليو 2014، خلفاً لأحمد الجربا.

## النشأة والتعليم
ولد في مدينة دمشق عام 1959. درس الهندسة الصناعية في جامعة ويتشيتا في الولايات المتحدة الاميركية.

## الحياة العملية
عمل مديراً تنفيذياً لعدة مؤسسات وشركات وهي مستشفيات عرفان وباقدو في جدة وعمل أيضاً مديراً تنفيذياً لشركة الأفق للتطوير التجاري وكذلك لشركة الأفق العالمية للمعارض وشركة تكنو ميديا.

## المعارضة السورية
انضم البحرة إلى ائتلاف المعارضة في 6 أغسطس 2013, حيث انتخب سكرتيراً للهيئة السياسية, ثم كلف بمهمة كبير مفاوضي المعارضة السورية في محادثات جنيف للسلام، وقد فاز برئاسة الائتلاف الوطني لقوى الثورة والمعارضة السورية بعد أن حصد 62 صوتاً، مقابل 41 صوتاً لمنافسه، من أصل 120 صوتاً من أعضاء الائتلاف. وبعد انتهاء ولايته كرئيس للائتلاف, لم يرشح نفسه لدورة رئاسية جديدة, حيث خلفه الدكتور خالد خوجة, وتم انتخاب البحرة كعضو في الهيئة السياسية.